# Häxtyrann
Häxtyrann (Pyrocephalus nanus) är en fågel i familjen tyranner inom ordningen tättingar.

## Utbredning och systematik
Fågeln förekommer i Galápagosöarna. Den delas in i två underarter med följande utbredning:
- Pyrocephalus nanus dubius – förekom tidigare på ön San Cristóbal, men är numera utdöd
- Pyrocephalus nanus nanus – övriga öar i Galápagosöarna

Tidigare behandlades den som en del av till rubintyrann (P. rubinus), men urskiljs numera som egen art efter genetiska studier 

## Status
IUCN bedömer hotstatus för underarterna var för sig, nanus som nära hotad och dubius som utdöd.